# Habenaria perrottetiana
Habenaria perrottetiana är en orkidéart som beskrevs av Achille Richard. Habenaria perrottetiana ingår i släktet Habenaria och familjen orkidéer. Inga underarter finns listade i Catalogue of Life.